# Finlands Svenska Skådespelarförbund
Finlands Svenska Skådespelarförbund r.f., FSS, (grundat 1917) är en intresseorganisation för de svenskspråkiga skådespelarna i Finland. Till FSS hör ungefär 250 professionella svenskspråkiga skådespelare. 
FSS viktigaste uppgift är att fungera som en förbindelselänk för de svenskspråkiga skådespelarna och samtidigt bevaka de svenskspråkiga aktörernas intressen inom olika organisationer, i första hand Suomen Näyttelijäliitto - Finlands Skådespelarförbund som sköter de rent fackliga ärendena för samtliga skådespelare i Finland. Inom detta förbunds ledande organ representeras den svenskspråkiga skådespelarkåren i de flesta fall av endast en person. Därför är det av stor vikt för de svenskspråkiga skådespelarna i Åbo, Vasa och i Helsingforsregionen samt studerande vid  Konstuniversitetets Teaterhögskolas svenskspråkiga utbildningsprogram att man sammankommer för att diskutera frågor som rör arbets- och utkomstmöjligheter, teatrarnas och de fria gruppernas situation, utbildnings- och fortbildningsfrågor. 
FSS är även representerat i bland annat Cefisto (Centralförbundet för Finlands Svenska Teaterorganisationer) samt Forum artis (konstnärsorganisationernas samarbetsorgan). FSS deltar aktivt i det nordiska samarbetet genom det Nordiska Skådespelarrådet, som möts två gånger i året alternerande i de fem nordiska länderna. 

## Historia
"En junidag 1917 möttes några skådespelare vid Svenska Teatern i Helsingfors för att dryfta sina inre angelägenheter. Man beslöt att grunda ett förbund för alla svenskspråkiga skådespelare i Finland och med gemensamma krafter sträva till att förbättra och höja kårens anseende och ställning. En kommitté bestående av herrar Ahlbom, Arppe och Nycop för Svenska Teatern i Helsingfors och herrar Nessler och Slangus för Svenska Inhemska Teatern i Åbo tillsattes att göra upp förslag till stadgar. Förbundets första egentliga möte hölls den 17 december 1917. Till de aderton stiftande medlemmarna slöt sig ytterligare 26; 11 från Svenska Teatern i Helsingfors och 15 från Åbo Svenska Teater|Inhemska Teatern i Åbo."  
Förbundet publicerade en 100- års historik och matrikel som utkom våren 2018. I den ingår namnen på nästan alla yrkesverksamma svenskspråkiga skådespelare i Finland under 100 år. 

## Ordföranden
- 1917 – 1924 Albert Nycop
- 1924 – 1928 Emil Lindh
- 1928 – 1945 Annie Sundman
- 1945 – 1952 Runar Schauman
- 1952 – 1960 Erik Österberg
- 1960 – 1966 Erik Gustafsson
- 1966 – 1969 Eddie Stenberg
- 1969 – 1972 Nils Brandt
- 1972 – 1974 Leif Wager
- 1974 – 1975 Erik Österberg
- 1975 – 1979 Carl Mesterton
- 1979 – 1981 Nils Brandt
- 1981 – 1985 Johan Simberg
- 1985 – 2003 Susanna Ringbom
- 2003 – 2007 Riko Eklundh
- 2007 – 2014 Patrick Henriksen
- 2014 – 2018 Riko Eklundh
- 2018 – 2020 Ville Sandqvist
- 2020 – 2022 Liisa Blad
- 2023 – Johan Aspelin